# 우라와 메구미
우라와 메구미(일본어: 浦和 めぐみ, 1965년 11월 30일~)는 일본의 여성 성우, 내레이션이다. 지바현 출신. 키 157cm. 혈액형은 A형. 아오니 학원 도쿄 교 6기생.아오니 프로덕션 소속이다.

## 애니메이션
1987년
- 빅쿠리멘 (냥냥 치어 걸, 이지 허터)

1988년
- 돌격! 남자훈련소 (어린이A)
- 트랜스포머 슈퍼 골드 마스터포스 (남자B)

1989년
- 카리아게군 (할머니, 미야카와 리에, 어머니, 스스무, 다나카 군의 아내)

2002년
- 건방진 천사 (아마츠카 츠바사)

2018년
- 반짝반짝 해피★ 열려라! 코코타마 (파토루)

### 참조화수
1. 1 2 3 4  “우라와 메구미”. 아오피 프로덕션. 2017년 4월 26일에 확인함.
2. 1 2 3 4  “우라와 메구미”. 《일본 탤런트 명감》. VIPタイムズ社. 2017년 4월 26일에 확인함.